# شهابی از جنس نور
شهابی از جنس نور فیلمی ایرانی به کارگردانی محمد رضا اسلاملو (محصول مرکز گسترش سینمای مستند و تجربی) و محصول سال ۱۳۹۲ است.
این فیلم اولین بار در سی و دومین جشنواره فیلم فجر نمایش داده شد.
نام قبلی این فیلم شمشیر اژدها بوده است.

## داستان
یک مستندساز ایرانی بعد از جنگ ۳۳ روزه اسرائیل علیه حزب‌الله لبنان برای کشف حقایقی که شنیده به منطقه می‌رود و با واقعیات بسیاری مواجه می‌شود.

## بازیگران
امین زندگانی
باسم مغنیه
بولین حداد
ابو شریف
عدی طفیل
الهام مبارک
فؤاد حسن
امل عفیش